# Чувашский кадетский корпус имени А. В. Кочетова
Бюджетное общеобразовательное учреждение Чувашской Республики «Чувашский кадетский корпус Приволжского федерального округа имени Героя Советского Союза А. В. Кочетова» — военное учебное заведение (кадетский корпус) в городе Чебоксары (Чувашская Республика), готовящее специалистов для Воздушно-космических сил Российской Федерации. 

## История

### 1989—2018
Чувашский кадетский корпус ведет свою историю с 13 января 1989 года, когда был образован Чебоксарский городской военно-морской клуб юных моряков и речников «Школа юнг», которая базировалась в доме № 30 по улице Константина Иванова.
В 1994 году клуб был переименован в Муниципальное образовательное учреждение «Специализированный учебно-воспитательный комплекс „Школа юнг“» (МОУ СУВК «Школа юнг»). В 2000 году школа была переименована в Муниципальное образовательное учреждение «Кадетская школа» города Чебоксары; с 2010 году — Муниципальное образовательное учреждение «Кадетская школа имени Героя Советского Союза полковника А. В. Кочетова г. Чебоксары»; с 2016 году — Бюджетное общеобразовательное учреждение Чувашской Республики «Республиканская кадетская школа имени Героя Советского Союза А. В. Кочетова». Постановлением Кабинета Министров Чувашской Республики от 24 мая 2017 г. № 187 школа переименована в Бюджетное общеобразовательное учреждение Чувашской Республики «Чувашский кадетский корпус Приволжского федерального округа имени Героя Советского Союза А. В. Кочетова».
28 июня 2017 года Министр обороны Российской Федерации Сергей Шойгу, полномочный представитель Президента Российской Федерации в Приволжском федеральном округе Михаил Бабич, Глава Чувашской Республики Михаил Игнатьев и председатель Совета директоров ГК «Ренова» Виктор Вексельберг в Москве подписали соглашение о взаимодействии по созданию нового комплекса зданий Чувашского кадетского корпуса на Эгерском бульваре города Чебоксары.

### С 2018
С 2017 по 2018 год строился и был построен новый комплекс зданий образовательного учреждения, включающий спальные (на 250 мест) и учебный корпуса, спортивные и актовый залы, кабинеты дополнительного образования. Была также благоустроена прилегающая территория и при комплексе зданий создан парк.
На обучение принимаются школьники, начиная с 5 класса (2018). В 2018 году в кадетском корпусе приступили к занятиям 400 кадетов. В сентябре 2018 года учащиеся отправились на учебно-военные сборы на 2 недели. За это время планировалось завершить инфраструктуру для учебного процесса. В Крым поехали младшие классы, занятия старших классов прошли на базе Пермского кадетского корпуса.
Шефами Чувашского кадетского корпуса закреплены: Сызранский филиал Военного учебно-научного центра Военно-воздушных сил «Военно-воздушная академия имени профессора Н. Е. Жуковского и Ю. А. Гагарина» и две воинские части.
В Чувашском кадетском корпусе есть обязательный курс по основам военной службы. По окончании обучения выпускники получают свидетельство, которое дает преимущество и дополнительные баллы при поступлении в профильные вузы страны.
Учащиеся корпуса имеют право на бесплатное питание и обеспечение обмундированием. До 2022 года бесплатное питание и форму предоставляли только кадетам из малоимущих детей; с 2022 это право распространили на всех обучающихся (финансирование будет осуществляться из регионального бюджета). В 2022 году в кадетском корпусе обучается 367 детей. Они получают пятиразовое горячее питание.
В 2021 году директора Жукова Николая Алексеевича сменила бывший Первый заместитель главы администрации Чебоксарского района Чувашской Республики, министр юстиции Чувашии (с 2016 по 2020 гг)  Тимофеева Наталья Юрьевна, которая проработала до февраля 2023 года. В феврале 2023 года на пост директора был возвращен Жуков Николай Алексеевич.